# Adem (Castelo Mendo)
Adem era, em 1747, um lugar do termo e arciprestado da vila de Castelo Mendo, Comarca de Pinhel, Bispado de Viseu, Província da Beira Alta, distando daquela vila uma légua para o Sul. El Rei D. Manuel I fez mercê deste lugar ao Marquês de Cascais, e todos os reis que lhe foram sucedendo lhe continuaram a mesma graça, e os moradores dele lhe pagavam cada ano quinhentos alqueires de pão, quatrocentos de centeio, e cem de trigo, repartidos os prédios, conforme merece cada um. Os donos deles os podiam vender sem que disso pagassem mais que a sisa ao rei, mais trinta e cinco galinhas, e dez ovos com cada uma.
Ficava este lugar situado numa planície baixa, da qual se descobriam poucas terras, havendo nela muitas águas, as quais ainda que no Inverno corressem, no Estio eram em menos quantidade.
A igreja matriz ficava fora do lugar, um tiro de mosquete para o Norte, razão porque não havia nela sacrário. Constava de três altares, estando no principal São João Baptista, como orago, e nos colaterais Nossa Senhora do Rosário em um, e no outro Santa Luzia. Era abadia, que rendia cem mil reis da apresentação do papa, e do bispo alternativamente, e sempre foi apresentada pelo bispo com letras apostólicas, mesmo quando vaga nos meses do papa.
No meio do lugar estava a ermida de São Gregório, que era maior que a matriz, com a imagem deste santo, e nela tinha o Santíssimo com sua irmandade.